# MG 34

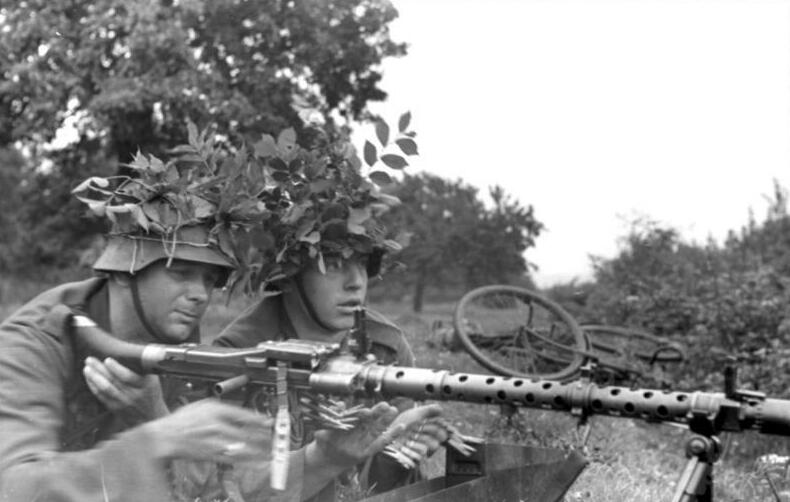
Um soldado de infantaria alemão armado com um MG-34.

A MG 34 (do Alemão Maschinengewehr 34, em Português Metralhadora 34) é uma metralhadora Alemã, inicialmente usada em 1934, considerada por muitos como sendo a primeira metralhadora de uso geral moderna. Foi usada como a metralhadora primária de infantaria durante os anos 30 e manteve-se como a arma de defesa contra tanques e aviões. Pretendia-se que a arma fosse substituída no serviço de infantaria pela MG 42, mas nunca houve armas suficientes desse novo design, continuando, as MG 34, a servir até ao fim da Segunda Guerra Mundial.
A MG 34 foi desenhada primeiramente por Heinrich Vollmer da Mauser, baseada na metralhadora leve Solothurn 1930 (MG30) desenhada pela Rheinmetall-Borsig, que também fora recentemente introduzida e que entrara em serviço na Suíça.
A metralhadora era usada com um bipé e pesava apenas 12.1 kb, consideravelmente menos que outras da mesma era. Podendo utilizar dois tipos de compartimento de munição, de 7,92 mm.
A nova arma foi aceita para serviço quase imediatamente, e as tropas geralmente apreciavam-na. Foi utilizada com grande efeito por soldados Alemães assistindo os fascistas na Guerra Civil Espanhola. No seu tempo era considerada mais avançada que as armas equivalentes usadas por outras forças (com exceção da MG30), tanto em termos de velocidade de disparo, quanto por ser mais fácil de ser carregada – apenas por um soldado. Contudo a MG 34 era muito cara, em função dos materiais necessários para sua fabricação (49 kg de aço), e não podia ser desenvolvida no montante necessário para o exército Alemão, que se encontrava em expansão. Ficou, também, provado que era pouco resistente a condições climáticas mais severas, danificando-se facilmente quando suja.
Nos fins dos anos 1930, já havia esforços para simplificar a MG 34, que desaguariam na MG 42. Contudo a MG 42 não podia ser utilizada em tanques devido ao seu barril quadrado; dessa forma, a MG 34 continuou em produção até ao fim da guerra.
A MG 34 também era utilizada como base de uma nova arma antiaérea: a MG 81. Para esse papel, a arma foi ligeiramente modificada para que dispusesse de compartimentos de munição em qualquer um dos lados; noutra versão, duas armas eram juntadas num único gatilho para formar a MG 81Z (de zwilling, gémeo em Alemão). A produção da MG 34 nunca foi suficiente para agradar seus utilizadores, e, enquanto a MG 81 era um grande melhoramento sobre a MG 15 e MG 17, essas armas ainda podiam ser encontradas em uso até o fim da guerra.

## Uso em Portugal
Em 1944 o Exército Português recebeu um lote de MG 34, que em Portugal ficaram conhecidas por Metralhadora Borsig m/944. Estas armas destinavam-se a complementar as Dreyse m/938 (MG13) como metralhadora ligeira dos pelotões de Infantaria. Uma grande curiosidade é o facto da Alemanha ter acedido vender as MG 34 a Portugal, numa altura desesperada em que necessitava de todas as armas modernas que pudesse obter.